# DH-10
Cet article traite d'un missile chinois, pour l'avion bimoteur britannique de la fin de la première guerre mondiale, voir Airco DH.10.
Attention ! Beaucoup d'éléments de l'article présent ne sont pas des certitudes, en raison du secret qui entoure le projet. Tout au plus avons nous affaire à des estimations correctes mais non vérifiées.
Le DH-10 (ou Dong Hai-10) (du chinois : 东海, signifiant « mer orientale »), est un missile de croisière chinois, développé par la China Aerospace Science & Industry Corporation (CASIC), anciennement désignée « 3e académie ».

## Contexte
La Chine est connue pour avoir passé beaucoup de temps à tenter d'obtenir la technologie des missiles de croisière d'attaque terrestre, quête qu'elle mène depuis le début des années 1990. Jusqu'à présent, un petit nombre de missiles de croisière d'expérimentations aurait été produit, mais aucune information détaillée n'a été publiée à leur sujet. Il se pourrait également que la Chine ait profité d'une aide russe et ukrainienne pour le développement de ce missile,. Les États-Unis pourraient également avoir contribué à ce développement bien malgré eux, si l'on considère le fait qu'au moins deux des 75 missiles Tomahawk tirés le 20 août 1998 contre Oussama ben Laden auraient justement été vendus par ce dernier aux Chinois. Quelques sources ont affirmé que le premier déploiement opérationnel du DH-10 aurait été effectué entre 2004 et 2005. Le second corps d'artillerie de la Chine, devenu la force des fusées de l'Armée populaire de libération depuis le 1er janvier 2016, a formé une unité spéciale pour ces missiles, basée à Jianshui dans la province de Yunnan, dans le Sud de la Chine. En 2016, on estime le nombre de missiles aux environs de 250, répartis dans deux brigades.

## Caractéristiques

### Analyses et estimations
Un énorme secret abrite la conception et la production de ce missile. D'après l'agence de renseignements Jane's, le DH-10 est un missile de croisière d'attaque terrestre de seconde génération, équipé d'un système de navigation inertielle, d'un GPS, d'un système TERCOM (cartographie digitale du relief survolé) et d'un système évolué d'imagerie digitale de reconnaissance des alentours de la cible, qui agirait en phase finale de l'attaque. Le missile est estimé avoir une erreur circulaire probable de 10 m,. En 2008, un rapport du Pentagone estima la portée du DH-10 à une valeur supérieure à 4 000 km et que 50 à 250 missiles avaient été déployés. D'autres sources donnent un chiffre compris entre 150 et 350 missiles.
Cependant, tant que la Chine n'aura pas donné la moindre information officielle concernant les caractéristiques du DH-10, les données exposées ne peuvent s'appuyer que sur les meilleures analyses effectuées par les observateurs occidentaux.

### Guidage
Le système que proposent les Chinois semble être équipé d'un système de guidage multiple, incluant une plateforme inertielle, un récepteur satellite GPS, Beidou 2 ou GLONASS et un système de suivi de terrain TERCOM.
La conception du système de guidage représente toujours le plus gros défi, sur un programme de missile de croisière de ce type, car l'emploi d'un système basé sur le principe du TERCOM (reconnaissance de terrain et contournement des reliefs) nécessiterait que les Chinois acquièrent une immense base de données topographiques très précises, pour un résultat finalement peu intéressant, car la mer de Chine méridionale ne présente que peu de points de référence fiables et utilisables pour la navigation. Des rapports publiés suggèrent que le GPS serait utilisé en priorité, recevant en second plan l'appui d'un système TERCOM pour affiner ses calculs de trajectoire. Un autre problème potentiel fit apparition : le GPS étant un système américain, les Chinois restent tributaires de la bonne volonté du gouvernement américain de profiter de ses signaux, en n'oubliant pas le fait que le signal GPS codé pour l'usage civil demeure très sensible et très facile à brouiller sur de vastes étendues, même sans user d'une technologie avancée. Les missiles pourraient toujours éventuellement trouver leur cible en employant une plateforme de navigation inertielle interne, mais sans mises à jour GPS régulières, la navigation serait tout-de-même bien moins précise.
Il semblerait cependant que la perte des signaux GPS ne pénaliserait pas vraiment les Chinois, car ils pourraient toujours utiliser les signaux du système de géolocalisation russe GLONASS. La possibilité la plus probable reste cependant l'emploi du propre système des Chinois, à savoir le Beidou, qui fut également connu sous le nom de COMPASS. Le Beidou 2 emploierait 5 satellites géostationnaires et 30 satellites en orbite moyenne pour fournir une couverture globale. 16 satellites ont déjà été lancés, dont 14 sont en service. Il est rapporté que le système Beidou 2 aurait déjà commencé à offrir ses services pour la région Asie-Pacifique depuis décembre 2012. La couverture totale est attendue pour l'horizon 2020.

### Motorisation
La Chine a développé une gamme de petits turboréacteurs pour la propulsion de ses missiles antinavire, tels les missiles HY-4 et C-802. La Chine est également en train de développer activement des turbofans de technologie encore plus avancée pour ses chasseurs de prochaine génération, tel le WS-11 de 16,87 kN de poussée qui équipera l'avion d'entraînement JL-8/K-8. La même technologie pourrait être employée afin de produire un moteur pour le missile de croisière

## Développements ultérieurs
Le DH-10 a été plus tard développé en une autre famille de missiles de croisière, le CJ-10,. En parallèle, une version lancée depuis les sous-marins, utilisant les technologies provenant d'un autre missile de croisière chinois, le HN-2000, serait également en cours de développement et désignée DH-2000. Il pourrait également être employé comme missile antinavire. Ces affirmations restent toutefois
à vérifier.

## Utilisateur
- Chine
- Iran: Forces armées iraniennes (Corps des Gardiens de la révolution islamique (Forces aériennes des gardiens de la révolution)